# Endectyon hornelli
Endectyon hornelli är en svampdjursart som först beskrevs av Arthur Dendy 1905.  Endectyon hornelli ingår i släktet Endectyon och familjen Raspailiidae. Inga underarter finns listade i Catalogue of Life.